# Bildstock (Eila, Dorfweiher)

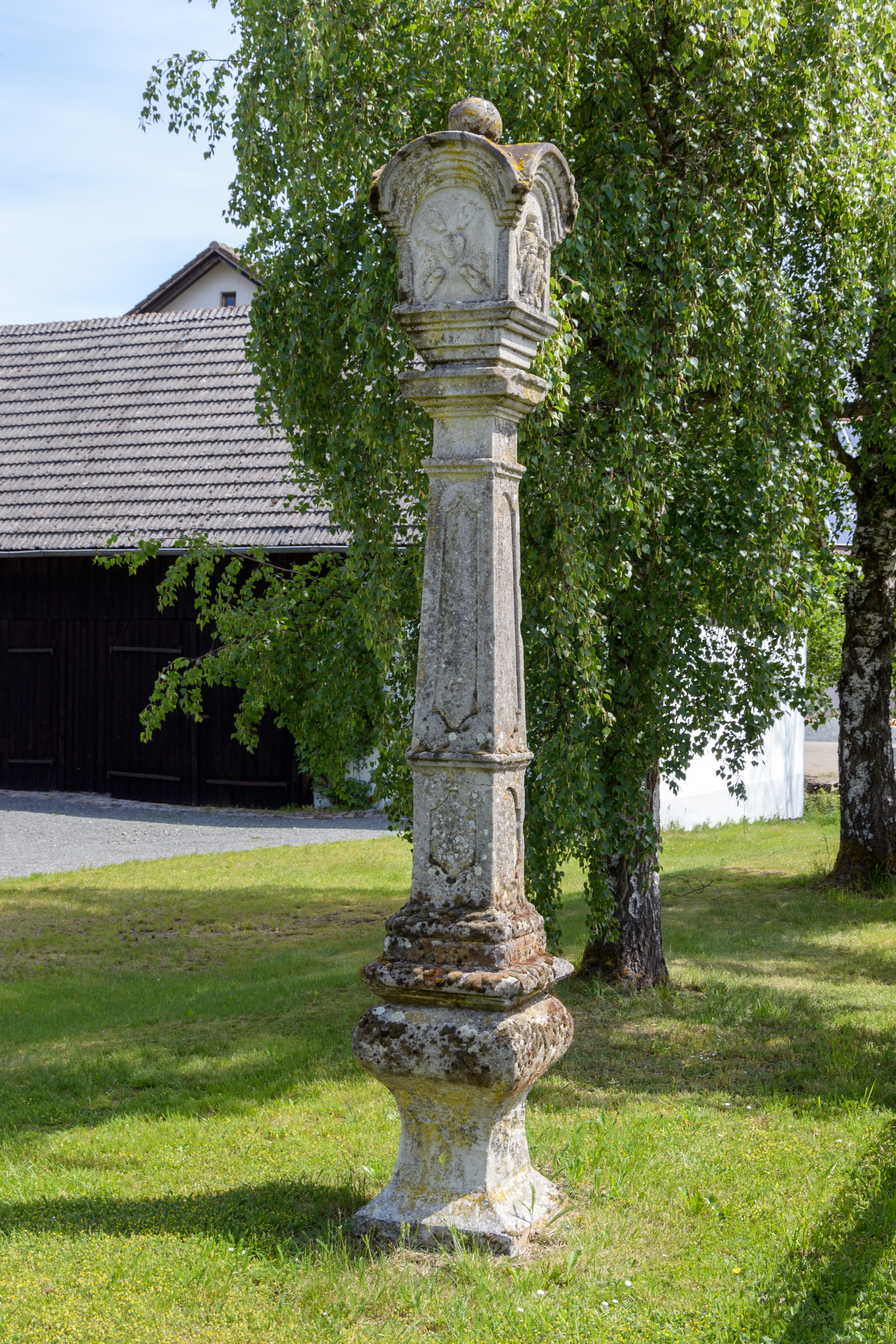
Südostseite des Bildstocks am Dorfweiher

Der Bildstock am Dorfweiher in Eila, einem Gemeindeteil des oberfränkischen Marktes Pressig, ist ein Flurdenkmal, das ursprünglich wohl im 18. Jahrhundert entstanden ist.

## Beschreibung
Der geschwungene Sockel dieses Bildstocks trägt einen schlanken Pfeilerschaft mit drei gefelderten Seiten, die Nordseite ist leer. Das untere Feld an der Südseite trägt die Fragmente einer Inschrift: „Jo … N (NICK?) EL …“. Eine weitere Inschrift befand sich einst unterhalb des Kapitells. Der von eingezogenen Rundbogen geschlossene Aufsatz ist mit einer Steinkugel bekrönt. Von den ursprünglich vier Reliefs sind nur noch zwei erhalten: An der Südseite eine Darstellung der fünf Wunden Christi und an der Ostseite eine stehende Muttergottes. Die Nordseite ziert ein lateinisches Kleeblattkreuz, das wohl zusammen mit der Steinkugel bei einer Renovierung im Jahr 2000 ergänzt wurde.

## Geschichte
Anlass für die Errichtung dieses Flurdenkmals war der Tod eines Burschen aus Eila. Dieser wollte zusammen mit einem Freund dem aus einem Nachbarort stammenden Verehrer einer jungen Frau, für die die beiden Männer wohl selbst Gefühle hegten, eine Lektion erteilen. Sie versteckten sich deshalb nachts an verschiedenen Stellen, um ihrem Konkurrenten aufzulauern. Einer der beiden verließ nach einiger Zeit sein Versteck und lief zu seinem Freund zurück. Dieser glaubte den fremden Liebhaber vor sich zu haben und schlug mit einer Zaunlatte auf sein Gegenüber ein. Das Opfer erlitt dabei durch einen Nagel in der Zaunlatte Verletzungen, an denen der junge Mann später starb. Der letzte Wunsch des Sterbenden sei gewesen, dass sein Freund für die Verwechslung nicht bestraft werden solle.